# Giorgi Gacharia
Giorgi Zauris dze Gacharia (georgiska: გიორგი ზაურის ძე გახარია), född 19 mars 1975, är en georgisk politiker. Han var Georgiens premiärminister mellan 8 september 2019 och 18 februari 2021.